# Автофаб
«Автофаб» (англ. Autofac) — науково-фантастична коротка повість американського письменника Філіпа К. Діка. Вперше видана в листопаді 1955 року видавництвом «Galaxy Publishing Corporation» у журналі «Galaxy Science Fiction». Увійшла до збірок «Чоловік-змінна» (англ. The Variable Man) 1957 року, «Роботи, андроїди і механічні дивовижі» (англ. Robots, Androids, and Mechanical Oddities) 1984 року, а також до четвертого тому «Зібраної короткої прози Філіпа К. Діка» 1987 року.
У 2018 році за мотивами короткої повісті  вийшов однойменний епізод  телесеріалу «Електричні сни Філіпа К. Діка».
Українською мовою коротка повість видана «Видавництвом Жупанського» у 2023 році в третьому томі «Повного зібрання короткої прози» Філіпа К. Діка в перекладі Ганни Гнедкової.

## Сюжет
Троє чоловіків біля поселення чекають на роботизовану вантажівку доставки. П’ятьма роками раніше, під час Тотального глобального конфлікту, була створена мережа автоматичних фабрик («автофабів») із кібернетичним контролем. Їхнім завданням було, без участі людини, виробляти й доставляти продукти харчування та споживчі товари. Але війна скінчилася. Чоловіки вирішили повідомити це фабриці й поновити контроль над виробничими процесами. Вони знищують отриману доставку, але вантажівка зв’язується з автофабом і вивантажує вантаж, ідентичний першому, а потім не дозволяє чоловікам його заштовхнути назад. Споживши доставлене молоко, вони імітують відра́зу й отримують список скарг, в якому пишуть семантичну плутанину — «продукт стовідсотково хріновий». Так наші герої встановлюють зв'язок з фабрикою. Автофаб надсилає гуманоїдного робота-збирача даних, який спілкується в усній формі, але неспроможний до концептуального мислення. Чоловікам так і не вдається переконати автофаб закритись і передати їм керування. Їхня наступна стратегія змушує сусідні автофаби конкурувати між собою за рідкісні ресурси та досягає успіху. Між автоматичними фабриками виникає воєнний конфлікт. 
Після того як систему автофабів було знищено, група людей досліджує руїни зруйнованої автоматичної фабрики, щоб врятувати виробниче обладнання, яке ще могло вціліти. Вони знаходять найнижчий рівень, усередині якого виявляють, що фабрика самовідтворюється й розсилає «металеве сі́м'я», створене для виготовлення мініатюрних автофабів.

## Коментар Ф. К. Діка
|                                                                                                 | Том Діш вважав цю історію одним із найраніших екологічних пророцтв у науковій фантастиці. Втім, пишучи її, я радше міркував про те, що, зробившись повністю автоматизованими, фабрики, як і живі організми, могли б виявляти інстикт виживання... І навіть приймати схожі рішення. |
| — Філіп Дік (1976 рік) , з приміток видання: Філіп К. Дік. Повне зібрання короткої прози. Том 3 | |

## Телевізійна адаптація
Телесеріал «Електричні сни Філіпа К. Діка» включає восьмий епізод, заснований на короткій повісті, із значними відмінностями у сюжеті.

## Видання українською мовою
- Дік, Філіп. К. Повне зібрання короткої прози. Том 3 / Пер. з англ.: Єгор Поляков, Ганна Гнедкова. — Київ: Видавництво Жупанського, 2023. — (Ad Astra) — 592 с. ISBN 978-617-7585-85-4
  - Автофаб (з 264 с. по 290 с.; переклала Ганна Гнедкова)

## Зауваги
1. ↑  Дані взято з видання: Філіп К. Дік. Повне зібрання короткої прози. Том 3, Видавництво Жупанського, 2023